# Mark Hollis (Leichtathlet)
Mark Hollis (* 1. Dezember 1984) ist ein US-amerikanischer Stabhochspringer.
2011 schied er bei den Leichtathletik-Weltmeisterschaften in Daegu in der Qualifikation aus.
2014 wurde er Dritter beim Leichtathletik-Continentalcup in Marrakesch, und 2015 gewann er Bronze bei den Panamerikanischen Spielen in Toronto.
2010 wurde er US-Meister, 2011 und 2014 US-Hallenmeister.

## Persönliche Bestleistungen
- Stabhochsprung: 5,83 m, 19. August 2014, Landau
  - Halle: 5,65 m 8. Februar 2014, Blacksburg